# Карл (великий герцог Баденський)
Карл I Людвіг Фрідріх (нім. Karl Ludwig Friedrich; 8 червня 1786 — 8 грудня 1818) — 2-й великий герцог Баденський в 1811—1818 роках.

## Життєпис
Походив з династії Церінгенів. Син Карла Людвіга, ербпринца (спадкоємця) великого герцогства Баденського, і Амалії Гессен-Дармштадтської. Народився 1892 року в Карлсруе. Здобув доволі ґрунтовну освіту, отримавши знання з математики, права, політології, економіки, історії, природничих наук, релігії, етики, військової справи. Вільно володів французькою мовою.
У віці 15 років Карл вирушив у подорож, щоб відвідати своїх сестер у своїх дворах в Санкт-Петербурзі та Стокгольмі. 1801 року під час повернення додому батько загинув внаслідок нещасного випадку. Карл став новим спадкоємцем Бадену. 1806 року пошлюбив представницю французького роду Богарне, родичів імператора Наполеона I. 1807 року брав участь в облозі Данцигу французькими військами на чолі із маршалом Франсуа Лефевром. 1808 року став співрегентом при хворому дідові.
1811 року після смерті діда Карл-Фрідріха стає новим великим герцогом Баденським. Опинився в складній ситуації щодо реформ і зовнішньої політики. Більшість аристократії та духовенства була налаштована проавстрійськи та консервативно, не бажаючи поступатися своїми споконвічними привілеями. Разом з тим поширювалися ліберальні рухи в Бадені. Сам Карл I був налаштований профранцузьки та ліберально. Невдовзі після вступу на трон намагався скасувати Закон про пресу, що сильно обмежував діяльність газет. Лише під тиском своїх радників і пастора Леонарда Вальца відмовився від цього задуму.
1813 року після поразки французьких військ в битві під Лейпцигом перейшов на бік антифранцузької коаліції. Разом з тим відкинув вимогу станів розірвати шлюб із дружиною.
1815 року Віденський конгрес визнав правочинними претензії Австрії та Баварії до частини Бадену. 1817 року після смерті стрийка Фрідріха та при бездітному іншому стрийкові Людвігу спробував врегулювати питання спадщини: намагався закріпити законність прав зведених стрийків від морганатичного шлюбу діда, але невдало.
22 серпня 1818 року видав Баденську конституцію, яка закріплювала представницький характер ландтагу, надавала населенню активне і пасивне виборче право. Втім виконавча влада та контроль над законодавством належали великому герцогу. У грудні того ж року Карл I помер. Йому спадкував стрийко Людвіг I.

## Родина
Дружина — Стефанія, донька Клода де Богарне
Діти:
- Луїза (1811—1854), дружина князя Густава Вази
- син (1812)
- Жозефіна (1813—1900), дружина князя Карла Антона фон Гогенцоллерн-Зігмарінгена
- Олександр (1816—1817)
- Марія Амелія (1817—1888), дружина герцога Вільгельма Гамільтона